# Maria Saloni-Sadowska
Maria Saloni-Sadowska (ur. 22 kwietnia 1971 w Warszawie) – architekt, członek Mazowieckiej Okręgowej Izby Architektów RP (IARP), sędzia konkursowy SARP, w latach 2016–2019 prezes Oddziału Warszawskiego SARP.

## Życiorys zawodowy
Ukończyła z wyróżnieniem studia na Wydziale Architektury Politechniki Warszawskiej (dyplom w 1995). Od zakończenia studiów pracuje w biurze projektowym Kuryłowicz & Associates, obecnie na stanowisku associate i głównego projektanta. Bierze udział w konferencjach prezentując zagadnienia związane z projektowaniem współczesnych zespołów zabudowy mieszkaniowej i usługowej.
Także od 1995 roku jest członkiem Oddziału Warszawskiego Stowarzyszenia Architektów Polskich (OW SARP). Od 2006 członek Kolegium Sędziów Konkursowych OW SARP. Była sędzią konkursowym w wielu konkursach architektonicznych o dużym znaczeniu ogólnopolskim, m.in. w konkursie na Pawilon Polski na EXPO 2010 w Szanghaju, nowy budynek Akademii Sztuk Pięknych przy Wybrzeżu Kościuszkowskim w Warszawie oraz na nową siedzibę Polskiej Agencji Żeglugi Powietrznej w Regułach k/Warszawy.
Członkini zarządu Oddziału Warszawskiego SARP w kadencji 2015–19. Od 2016 do 2019 prezes Oddziału.

### Wybrane realizacje
Jako współautor w zespole Kuryłowicz & Associates:
- Budynek biurowy Zielna Point (1996–1998) – ul. Zielna 41 w Warszawie[11];
- Zespół mieszkaniowy Eko-Park (2002–2012) – w sąsiedztwie Pola Mokotowskiego w Warszawie;
- Zespół mieszkaniowy Marina Mokotów (2002–2006) w Warszawie;
- Zespół mieszkaniowy Konstancja etap IV (2006–2009) – ul. Powsińska w Warszawie;
- Hotel Hilton Gdańsk (2006-2010) – ul. Targ Rybny 1 w Gdańsku;
- Budynek mieszkalny z usługami Symfonia Residence (2007–2009) – ul. Targ Rybny 11 w Gdańsku;
- Zespół mieszkaniowy Ostoja Wilanów (2007–2010) – Miasteczko Wilanów w Warszawie;
- DoubleTree by Hilton Hotel Łódź (2010–2013) – ul. Łąkowa 29 w Łodzi;
- Zespół mieszkaniowy Nowy Mokotów (2011–2017) – ul. Konstruktorska w Warszawie;
- Zespół mieszkaniowy Nova Królikarnia (2013–2017) – ul. Jaśminowa w Warszawie;
- Zespół mieszkaniowy Strefa Wilanów (2014–2017) – Miasteczko Wilanów w Warszawie.

### Nagrody
- Nagroda Kreator Budownictwa Roku 2014[12]

## Życie prywatne
Córka językoznawcy Zygmunta Saloniego i architekt Janiny Saloni. Żona architekta Jurija Sadowskiego. Ma dwoje dzieci: syna oraz córkę.
Zapalona biegaczka – przebiegła kilka maratonów (m.in. w Warszawie, Poznaniu, Maladze i Las Palmas). Od kilku lat bierze udział w letnich biegach górskich, a zimą w długodystansowych biegach narciarskich (m.in. w Biegu Piastów).